# Scott Barnhill
Scott Barnhill (ur. 2 grudnia 1977 w Chicago) – amerykański model.

## Życiorys
Urodził się i dorastał w Chicago, w stanie Illinois. Marzył o podróżach po świecie. Jako nastolatek transportował rury i wykopywał rowy dla przedsiębiorstwa budowlanego, a potem przez jakiś czas pracował w sklepie odzieżowym. Przeniósł się na Florydę i South Beach, w Miami, gdzie nadal pracował przy konstrukcji. Tam został odkryty przez agencję modeli Page Parkes Model Agency i mając 18 lat rozpoczął karierę w świecie mody.
Po raz pierwszy jego zdjęcia pojawiły się w szwajcarskim katalogu mody „Beat”. Odniósł zwycięstwo, był naturalny przed kamerą i kontynuował międzynarodową karierę. W 1996 roku brał udział w kampanii reklamowej kolekcji wiosennej '97 według projektów Guess. Przez kolejne sześć lat pracował dla takich projektantów światowej sławy jak: Versace, Yves Saint-Laurent, Dolce & Gabbana, Kenneth Cole, Gap, Calvin Klein, Tommy Hilfiger, Valentino, Sean John i Gucci. Pojawiał się w popularnych reklamach telewizyjnych oraz w magazynach mody w rodzaju „GQ” czy „Vogue”. 
W 1998 odebrał nagrodę VH1 dla najlepszego modela roku. Jednak, jego kariera nieco zwolniła, głównie przez proces sądowy jego poprzedniego kierownictwa. Podpisał więc kontrakt z najgorętszą agencją modelek i modeli IMG.
Ten brązowowłosy i brązowooki surfer, łyżwiarz i skater chętnie czyta książki dla samorealizacji i podróżuje. W szkole średniej był świetnym sportowcem w takich dyscyplinach jak hokej na lodzie, baseball i wrestling. W college'u miał nadzieję zostać biologiem morza albo zająć się aktorstwem.
Jego romantyczny związek z modelką Gisele Bündchen w latach 1998-1999, zakończył się rozstaniem.